# Thug Luv
"Thug Luv" é uma canção de hip hop do grupo Bone Thugs-n-Harmony em parceria com Tupac Shakur, lançada a partir do álbum The Art of War em 1997. A canção foi produzida por DJ U-Neek, e é considerada um clássico por muitos fãs. A versão original da canção contava apenas com Bizzy Bone, Sylk.E-Fyne e 2Pac.

## Desempenho nas paradas
| Top (1997)                    | Melhor posição |
| ----------------------------- | -------------- |
| EUA - Hot R&B/Hip-Hop Airplay | 60             |